# Народно читалище „Христо Ботев – 1884“
Народно читалище „Христо Ботев – 1884“ е народно читалище в Ботевград. Основано е през 1884 г., когато група местни учители с възрожденски ентусиазъм основават читалище „Напредък“. Сред тях са Димитър Цоков, Никола Чолаков, Георги Петров. Разпространяват книги, вестници и списания, организират четения, беседи и сказки.

## История
Основано е през 1884 г., но в 1888 г. преустановява дейността си за кратко време. През 1891 г. завърналите се в града младежи – възпитаници на Висшето училище в София, сред които Петър Илчев, Петър Ценов, Димитър Тодоровски, Илия Бенчев, Христо Йотов възстановяват дейността на читалището. Същата година е поставено началото на Любителския театър.
Няколко години по-късно група младежи създават просветно дружество „Сговор – Пробуждане“, което открива ново читалище. Те уреждат вечеринки, сказки, представления в училището, където приспособяват салон и сцена. Към читалището е създаден смесен и черковен хор, оркестър. След 1904 г. в дейността на читалището се включва и завърналия се в града Стамен Панчев, а членовете му достигат до 180 души. През 1906 г. „Сговор – Пробуждане“ преустановява дейността си, продава имуществото си и учредява фонд за строеж на читалищна сграда. Идеята е осъществена години по-късно. На 21 февруари 1921 г. е организирано събрание от група граждани и учители и е избрана комисия за построяване на читалище в Орхание. Общината отпуска безвъзмездно мястото за строителство до градския часовник и сключва заем от 400 000 лв. за построяване на сградата. Началото на строителството е поставено на 9 октомври 1921 г. и за около две години първата сграда на читалището в града е построена с доброволния труд на жителите му.
На 3 февруари 1924 г. новата читалищна сграда е открита тържествено. Учредено е новото културно-просветно средище, приет е Устав, избрано е Настоятелство и му е дадено името на големия български поет и революционер Христо Ботев. То бързо се превръща в център на разнообразна културна дейност. В салона на читалището се четат сказки, доклади, реферати с различна тематика от местни лектори, а също така и от близкия на орханийци проф. Асен Златаров. През 1926 г. е закупена и инсталирана киномашина. През 1935 г. изнасят концерт знаменитите оперни гласове Христина Морфова, Аня Прокопова, Александър Райчев. Под диригентството на учителя Бенчо Илиев, голяма известност придобива и смесения четиригласен хор.
Читалището има и свой духов оркестър. През 1934 г. към него е открит Народен университет, в който два пъти седмично се четат общообразователни лекции.
Членовете на читалището непрекъснато се увеличават. Така например в запазен Протокол от 14 февруари 1935 г. е даден отчет за читалищния бюджет за 1934 г. и са отчетени 187 членове (173 мъже и 14 жени), а в отчет от 1947 г. се вижда, че членовете му са 705, от които 476 мъже и 229 жени.
В края на 1960-те години старата читалищна сграда е съборена. Новата сграда е открита тържествено на 27 септември 1973 г. През 1981 г. библиотеката се настанява в специално построена сграда.
Смесеният градски хор, създаден като хорова група преди повече от 100 години от поета родолюбец Стамен Панчев носи неговото име. През годините със състава са работили изтъкнати диригенти като Гр. Соколов, Ив. Димитров, Топалов, Антоний Живков, Петър Петров, Иван Нешков. През последните години диригент на хора е Татяна Цонкова. Хорът е лауреат на републикански фестивали на художествената самодейност, носител е на златни медали. През 2002 г. по повод своята 90-годишнина и под диригентството на Валентин Ганчев, Смесен градски хор „Стамен Панчев“ е удостоен с Почетен медал на Ботевград.
Детският хор е създаден през 1977 г. от Бонка Големанова. Печели много конкурси в страната и чужбина. Удостоен е със званието „Представителен“. Репертоарът му е многообразен – от класически хорови образци, до съвременни разработки на българския фолклор и хорови песни от най-известните съвременни композитори. Диригент на хора е Боряна Нешкова, корепетитор е Силвия Младенска, които са от първите възпитанички на детския хор.
Танцов ансамбъл „Ботевград“ е създаден още през 1963 г. към тогавашния Профсъюзен дом на културата. Неговото начало, творческо развитие и дейност са свързани с името на Васил Терзийски. В своето дългогодишно развитие съставът постига големи успехи и завоюва многобройни награди и отличия – златни медали, званието „Представителен“. С високото си изпълнителско равнище и богат репертоар от над 25 постановки Представителен танцов състав „Ботевград“ гастролира успешно в страната и чужбина.
Активна и ползотворна е творческата дейност и на другия фолклорен ансамбъл за песни и танци „Ботевградска младост“ с художествен ръководител Весела Божкова. Ансамбъл „Ботевградска младост“ е участвал в многобройни концертни програми, в международни фестивали в България и в чужбина, където печели редица отличия и награди.
Ярко е присъствието в читалищната дейност на любителския театър. В своята многогодишна история театърът е поставил десетки пиеси от наши и чужди автори. Театърът е завоювал поредица от успехи на сцени в града и страната. През 1984 г. е удостоен със званието „Представителен“.
Свои постановки правят професионалните режисьори и актьори Георги Асенов, Петър Александров, Васил Мирчовски и Веселин Вълков.
Библиотеката при читалище „Христо Ботев 1884“ притежава 83 341 тома книги, периодика, аудиовизуални документи, нотни и картографски издания и др.
Заслужено място в дейността на читалището заема Младежкият духов оркестър с диригент Константин Гайдарски. Оркестърът през последните години завоюва награди в престижни фестивали във Франция и Испания. Заедно с мажоретния състав участва всяка година във фестивали в различни европейски страни. Мажоретните състави и техният хореограф Иванка Христова са едни от най-желаните и търсени състави в страната.

## Състави и школи
Народно читалище „Христо Ботев 1884“ е утвърдена и авторитетна гражданска институция, с водещо място в културния живот на община Ботевград. Широк спектър от културни, образователни, информационни и развлекателни дейности привлича населението, независимо от неговия възрастов и социален статус. Мащабността и високото ниво на реализация на празничните събития, организирани от читалището са широко известни и високо ценени от гражданите. Между тях се открояват танцови фолклорни състави, танцови групи от различни жанрове, певчески състави, театрални формации с над 550 броя участници в различните форми, организирани в 16 колектива. Повечето от тях участват в много международни фестивали, национални изяви, участие на съставите в Националната телевизия, концерти в общината и целия регион. Обхванати са почти всички жанрове:
Младежки духов оркестър, Мажоретни състави, Градски духов оркестър, Смесен градски хор „Стамен Панчев“, Детски хор „Бонка Големанова“, Любителски театър, Представителен танцов ансамбъл „Ботевград“, Танцов ансамбъл „Ботевградска младост“, Детски танцов състав „Орханийче“, Детски танцов състав „Ботевград“, Детски театрален колектив, Женската вокална групата за руски песни, Клуб „Хоро“, Школи-пиано, китара, акордеон, духови инструменти.
В читалището преминават всички по-забележителни чествания на града и общината, Коледни и Великденски празници, Седмица на детската книга, Месец на културата, Националните празници, Денят на Ботевград, юбилейни тържества, като в тях основно участват местните самодейни състави заедно с гостуващи професионални колективи. В читалището се осъществяват всеки месец гостувания на множество столични и други театри от страната, концерти на класическа и забавна музика, ансамбли и други.